# 신경증
신경증(神經症, 영어: neurosis) 또는 노이로제(독일어: Neurose)는 정신 장애의 한 분류로, 만성적인 정신적 고통을 수반하지만 망상이나 환청이 있는 것은 아니다. 신경증은 현실감각을 잃어버리는 정신증(psychosis)이나 신경증적 성격(neuroticism)과는 구분된다. 신경증적 성격은 5가지 성격 특성 요소(Big Five personality trait, OCEAN)에 제시되어 있는 근본적인 성격 특성이다. 프로이트류 정신분석학에서 억압된 과거의 불안에서 나타나는 정신질환을 의미하기도 한다. 현대의 ICD나 DSM에서는 더 이상 사용되지 않는 용어이다.

## 신경증의 어원과 역사
'neurosis'라는 단어 자체의 어원은 '신경'이라는 뜻의 그리스어 '네우론(νεῦρον, neuron)'과, '병에 걸린' 혹은 '비정상 상태'를 뜻하는 접미사 '오시스(ωσις, -osis)'에서 유래하였다. 신경증이라는 의미의 'neurosis'라는 용어가 처음 사용된 것은, 1769년 스코틀랜드 의사 윌리엄 컬렌(William Cullen)이 "신경계의 일반적인 증상"으로 인한 "감각과 운동 장애"로서 neurosis를 정의하면서부터였다. 컬렌은 생리학적으로는 설명되지 않는 신경 계통 장애와 증상들을 설명하기 위하여 이 용어를 사용하였다. 그러나 신경증 관련 신체적 특성들은 이 시기에 이미 밝혀진 반면, 무릎반사(knee-jerks), 구역반사(gag reflex)와 피부문화증(dermatographia) 소실과 같은 신체 진단 테스트는 20세기에서야 사용되었다. 20세기 초중반 칼 융(Carl Jung)과 지그문트 프로이트(Sigmund Freud)는 용어의 의미를 재정의하였다. 그리고 이는 심리학과 철학에서도 계속 사용되었다.
1980년 정신질환 진단 및 통계 편람(The Diagnostic and Statistical Manual of Mental Disorders, DSM)에 '신경증' 범주가 포함되었는데, 편람의 편집자들이 숨겨진 심리학적 기제의 묘사보다는 행동적 묘사를 제공하였기 때문이다. 이러한 변화는 여전히 논란이 되고 있다. 미국 헤리티지 의학 사전(the American Heritage Medical Dictionary)에서는 신경증이 "더 이상 정신의학 진단에서는 사용되지 않는다"고 하였다.

## 증상 및 원인
종류로는 강박장애, 강박성성격장애, 충동조절장애, 불안장애, 히스테리, 기타 다양한 공포증들이 있다. 시펜스버그 대학 명예교수 조지 보어리(C. George Boeree)는 신경증의 증상으로 불안, 슬픔 혹은 우울, 분노, 과민성, 정신착란, 낮은 자아존중감 등을 수반한다고 보았다. 행동증상으로는 공포회피, 불면증, 충동적 강박적 행동, 무기력 등이 있다. 인지적 문제로는 불쾌한 생각 혹은 불안한 생각, 생각과 집착의 반복, 습관적인 공상, 부정적 성향과 냉소적 태도 등이 있다. 대인관계에서는, 의존성, 공격성, 완벽주의, 조현성 고립(schizoid isolation), 사회문화적으로 부적절한 행동 등을 보인다. 신경증은 단순히 '자신이 처한 환경에 적응하는 능력의 부족, 생활 패턴에 변화를 주지 못하는 것, 한층 풍부하고 복잡하며 만족스러운 성격을 발달시키지 못하는 것'으로도 정의된다.

## 칼 융의 이론
칼 융(Carl Jung)은 사회 규범에는 잘 적응하면서도 실존과 관련된 질문에 문제가 있는 환자들을 파악하는데 특히 유용한 방식을 발견하였다.
- 삶에 대한 질문에 엉뚱한 혹은 잘못된 답을 내리는 것으로 만족하면서 살고 있는 사람들이 신경증 환자가 되는 것을 자주 보았다.(Jung [1961] (1989) p. 140)
- 내 환자들 대부분은 무언가를 믿는 사람들이 아니라 믿음을 잃어버린 사람들이었다.(Jung [1961] (1989) p. 140)
- 현대인들은 합리적으로 사고하고 유능한 능력을 발휘함에도 불구하고, 자신의 통제 밖에 있는 "힘들(powers)"에 지배받는다는 사실을 인지하지 못하고 있다. 신과 악마는 결코 사라지지 않았다. 단지 새로운 이름을 붙였을 뿐이다. 이 신과 악마는 현대인들로 하여금 불안, 초조, 다양한 정신병, 약물, 알코올, 담배, 음식에 대한 탐닉, 그리고 무엇보다도 수많은 신경증을 안고서 쫓기듯이 살아가게 한다.(Jung (1964) p. 82)

칼 융은 사고, 감정, 감각, 직관과 같이 주로 인간의 하찮은 심리적 기능을 통하여서 무의식이 자신의 모습을 드러낸다는 것을 발견하였다. 신경증이 지배적이고 하찮은 기능에 미치는 효과는 심리 유형(Psychological Types)에서 논의된다.
융은 정치에서도 집단신경증(collective neuroses)을 보았다. "우리 세계는 말 그대로 신경증환자처럼 서로 격리되어(dissociated, dissociate는 서로 분리하다란 뜻 외에도 정신의학 혹은 심리학 분야에서 '해리(dissociation)'를 의미하기도 한다.) 있다."고 하였다.(Jung (1964) p. 85)

## 정신분석학적 이론
정신분석학 이론에서, 신경증은 자아 방어 기제에 뿌리를 두고 있다고도 보지만, 이 두 개념은 동의어가 아니다. 방어 기제는 일관된 자아감, 즉 자아(ego)를 계발하고 유지하는 정상적인 방식이다. 그러나 이러한 생각과 행동들이 삶에 어려움을 일으킬 때만이 신경증이라고 할 수 있다.
신경증을 가지고 있는 사람은 정서적 고통과 무의식적 갈등을 경험하는데, 이는 다양한 신체적 정신적 병증으로 나타난다. 이중 궁극적인 증상이 바로 불안이다. 신경증적 성향은 흔하며 극심하고 만성적인 불안, 우울, 강박장애, 공포증, 성격장애 등으로 나타난다.

## 카렌 호나이의 이론
카렌 호나이(Karen Horney)는 자신의 최후 저서인 『신경증과 성장-자기실현을 향한 투쟁(Neurosis and Human Growth: The Struggle Toward Self-Realization)』(한국어판 : 『내가 나를 치료한다』)에서 신경증의 기원과 역학에 대한 이론을 제시하였다. 카렌 호나이의 이론에서 신경증은 세상과 자아를 왜곡되게 바라보는 방식이다. 이러한 시각은 순수한 관심을 통해 세상을 있는 그대로 바라보는 것이 아니라 강박적 욕구(compulsive needs)에 따라 결정된다. 호나이는 신경증이 아이가 자란 초기 환경에서 아이에게로 전송되며, 이러한 현상이 발생할 수 있는 경우는 많다. 호나이는 다음과 같이 묘사하였다. "요약하자면, 결국 그런 환경에 처한 사람은 신경증에 심각하게 휩싸인 나머지 아이를 사랑할 수 없으며, 아이를 고유한 존재 그 자체로 인식하지도 못한다. 이들이 아이를 대하는 태도는 자신이 가지고 있는 신경증적 욕구와 반응에 따라 좌우된다."
아이는 부모의 욕구와 허상에 의하여 자신이 처음으로 처하게 된 현실을 왜곡할 수 밖에 없다. 신경증적인 양육자와 함께 자라면서, 아이는 결국 불안정하게 되고 기본적 불안을 발달시킨다. 이 불안을 다루기 위하여, 아이의 상상 속에서는 이상화된 자아상(idealized self-image)이 만들어진다. "사람들은 저마다 자신만의 경험, 유년기 초기 환상, 자신만의 욕구와 선천적인 능력을 바탕으로 한 소재들로부터 자기에 대한 이상화된 상을 구축한다. 자아상에 대한 자기만의 고유한 특성이 없다면, 그 사람은 정체성(identity)과 일관성(unity)에 관한 감정을 획득하지 못할 것이다. 처음에 아이는 자신이 가지고 있는 기본적 갈등에 대한 자신만의 해결책을 이상화한다. 순응(compliance)은 선, 사랑, 숭고한 것이 되고, 공격성(aggressiveness)은 힘, 리더십, 영웅주의, 전능함이 된다. 무관심(aloofness)은 지혜, 자족, 독립성이 된다. 자신만의 해결책에 따라, 단점 혹은 결함으로 보이는 것은 가려지거나 덧칠된다."
그러나 자신을 이상화된 자아상과 동일시하면 많은 부작용들이 뒤따른다. 이들은 이상화된 자아상으로 인하여, 타인을 지배할 권리나 특권을 누리며 살 권리를 주장하게 된다. 이들은 엄격한 기준을 자신에게 부과하여 이상화된 자아상에 도달하려고 애쓴다. 자기만의 자부심을 키우게 되지만, 아무런 근거 없는 자부심으로 인하여 더욱 상처받기 쉬운 사람이 된다. 결국엔 자기가 가지고 있는 한계들로 인하여 스스로를 경멸하게 된다. 그리고 이러한 부작용을 강화하는 악순환에 들어가게 된다. 성인이 되어서도 자신의 모든 내적 갈등과 상처받기 쉬운 성격에 대한 자신만의 해결책은 더욱 강고해 진다. 겉으로 드러나기 시작하면서 자기애적, 완벽주의적, 보복성향의 증상을 보이거나, 자기를 숨기고 강박적으로 순응하게 된다. 이들은 애정결핍 혹은 공의존 증상을 보이거나, 체념한 상태에서 조현성 경향(schizoid tendencies)을 보이게 된다.
호나이의 관점에서, 가벼운 불안장애와 완연한 성격장애 모두 개인역동(individual dynamics)과 격렬한 정도에 따라 발생하는 신경증의 변형들로, 호나이가 제시한 신경증의 기본도식에 해당한다. 호나이는 신경증의 반대편에 '자기실현'이 있다고 하였다. 이는 불안이 추동하는 강박이 아닌, 마음 깊은 곳에서 우러나오는 느낌으로 한 개인이 세계에 반응하는 존재상태이다. 따라서 개인은 자기가 타고난 잠재력을 실현하면서 성장한다. 호나이는 이러한 과정을 도토리 열매가 나무로 성장하는 과정에 비유하였다. 도토리는 도토리나무가 될 잠재력을 타고 났고, 자라는 동안에도 도토리나무가 될 잠재력을 가지고 있다는 것이다.

## 노이로제
심리적 원인에 의하여 정신 증상이나 신체 증상이 나타나는 현상으로 주로 두통ㆍ가슴 두근거림ㆍ불면 따위의 증상이 나타나며, 불안 신경증ㆍ히스테리ㆍ강박 신경증ㆍ공포증ㆍ망상 반응 따위가 있다. 여러 증상에 대해 아울러서 언급할 수 있다는 점에서 유용하며 직접적,간접적 용어사용은 진단체계에서는 빠져 있다. 따라서 구체적인 정신질환과 대비되는 완화된 용어로 많이 활용된다.

## 같이 보기
- 강박성성격장애
- 강박장애
- 공의존
- 공포증
- 불안장애
- 신경통
- 정신질환 진단 및 통계 편람
- 지그문트 프로이트
- 충동조절장애
- 카렌 호나이
- 칼 융
- 히스테리